# Netón

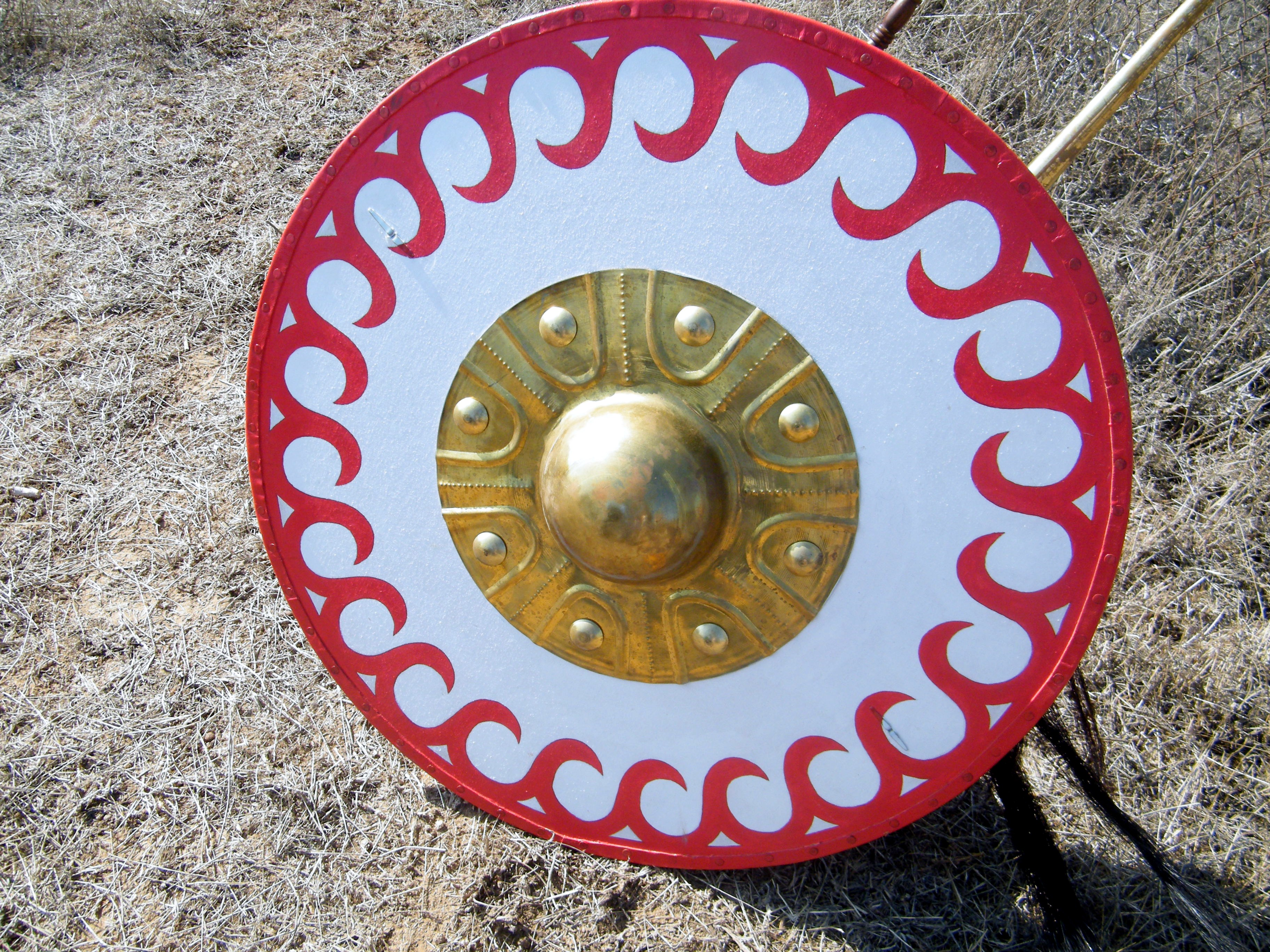
Recreación del escudo de un guerrero ibero.

Neto, Mars Neto, Neton o Netoni Deo es un dios hispánico de la guerra, testimoniado en la epigrafía en latín, cuya imagen -según Macrobio Teodosio- se adornaba con rayos. Fue adorado en la zona de Turdetania y Oretania e incluso parte de la Bastetania en lugares poblados por iberos y quizá también por algunas poblaciones indoeuropeas. Posteriormente se convirtió en un dios panhispánico adorado tanto por celtas como iberos. En textos íberos se han encontrado las palabras Neito y Neitin, que posiblemente sean su nombre nativo.

## Interpretación
Aparece en textos de Macrobio Teodosio, quien menciona su similitud con Marte, con la particularidad de adornarse su imagen con rayos.
Neton podría entenderse como una divinidad bélica y de las artes marciales como en muchas teogonías de las sociedades indoeuropeas de la antigüedad. Marte en Roma, Ares en Grecia, Indra o Varuna en la India, Cuchulain en Irlanda, Horus en Egipto, etc.
Neto/Neton o Neitin también aparece en los textos de los iberos con una relativa alta frecuencia y en contextos mágico-religiosos, y se le halla formando el posible antropónimo teofórico Neitinbeles.
A un Tuatha dé Danann se le llamó Neith, y algunos creen que podría tratarse de un "dios de la guerra", aunque no existe ni una sola fuente primaria irlandesa, ni fuente clásica alguna, que lo acredite. Es una mera deducción basada en la raíz del Viejo Irlandés nīth y su significado de 'lucha, batalla, pasión'.

## Testimonios latinos
En la granadina Guadix (la antigua colonia romana Iulia Gemella Acci) se encontró una inscripción latina que aludía a esta divinidad bastetana. Macrobio escribió sobre los antiguos accitani o habitantes de Guadix: 

Accitani etiam, Hispana gens, simulacrum Martis radiis ornatum maxima religione celebrant, Neton uocantes

Esto es, "los accitanos, tribu hispana, celebran como máxima religión a un dios parecido a Marte adornado con rayos, al que llaman Neton". 
En un ara procedente de Conimbriga (Coímbra) y actualmente desaparecida, José Barbosa Canais de Figueiredo encontró en 1815 la palabra Neto. En otra de Trujillo se documenta la expresión Netoni Deo.
Martín Almagro Gorbea encontró escrito Niethos en un grafito con caracteres del alfabeto griego arcaico grabado sobre un vaso griego datado entre los años 590 y 570/560 antes de Cristo, procedente de Huelva.

## Posible culto en el área ibérica

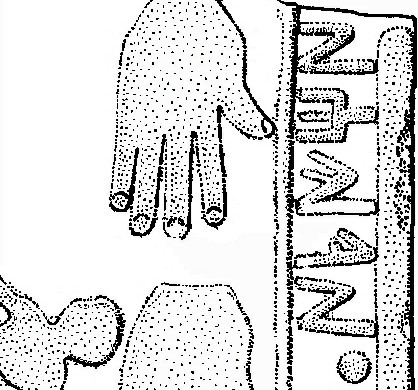
La palabra "neitin" en la estela de La Vispesa.

En el bronce I de Botorrita, en idioma celtíbero, se puede leer la palabra Neito, que algunos interpretan como un teónimo o nombre de dios.
En la estela de La Vispesa (o estela de Binéfar), Antonio Beltrán Martínez pudo leer "neitin", y esta palabra también se ha documentado en el yacimiento de Ullastret (provincia de Gerona). Neitin se puede interpretar como teónimo, pero no es seguro, aunque ciertamente suele aparecer con cierta frecuencia al principio de los textos y asociado con iunstir cuya función parece ser la de 'mandato, orden, encargo, servicio, pacto', etc. En sierra Mágina (provincia de Jaén), la montaña de Az-naitín podría tener su nombre en honor a la supuesta divinidad ibérica -quizá celtibérica también- Neitin.
Necis es el nombre que tomó el dios Marte en la mitología ibera. Los antiguos íberos adoraron con este nombre al dios romano, considerándolo como un poder de destrucción. El filólogo Bernardo de Alderete usó el término Neci para este dios, causante de muertes espantosas y rigurosas.